# خطمي منتصب المئبر
الخطمي المنتصب المئبر نوع نباتي شجيري يتبع جنس الخطمي.

## الوصف النباتي
موطنه الوحيد جزيرة سقطرى اليمنية.